# Gentianella asyneumoides
Gentianella asyneumoides är en gentianaväxtart som beskrevs av Harald Harold Udo von Riedl. Gentianella asyneumoides ingår i släktet gentianellor, och familjen gentianaväxter. Inga underarter finns listade i Catalogue of Life.